# Forame da veia cava

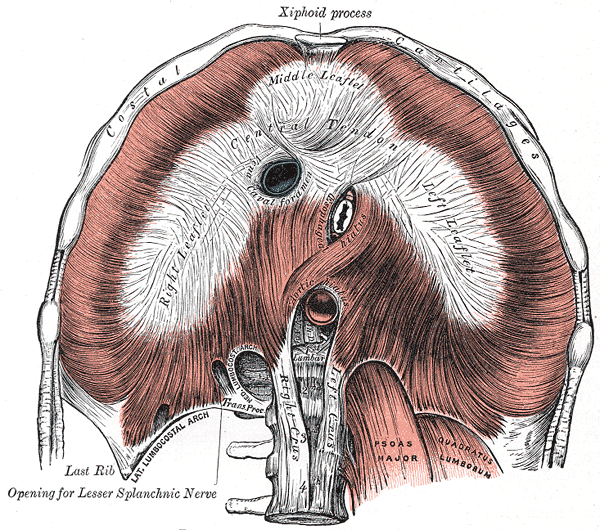
Visão inferior do diafragma. O forame da veia cava pode ser visto na região mais clara, o centro tendíneo.

O forame da veia cava é uma abertura no músculo diafragma que permite a passagem de estruturas entre a cavidade abdominal a cavidade torácica. O forame se localiza na região central do diafragma, chamada centro tendíneo.
Como o nome sugere, o forame serve de passagem para a veia cava inferior em seu trajeto em direção ao coração. Além dela, passam pela abertura ramos terminais do nervo frênico direito e alguns vasos linfáticos.

## Localização
Se encontra no centro tendíneo do músculo diafragma, à direita do plano mediano, entre as vértebras T8 e T9. A mais superior entre as aberturas do músculo, imediatamente superior ao hiato esofágico.